# Serge Garant
Albert Antonio Serge Garant (født 22. september 1929 i Québec – død 1. november 1986 i Sherbrooke, Canada) var en canadisk komponist og dirigent.
Han var musikprofessor på University of Montreal, og var radiovært på programmet Musique de notre Siécle på Radio Canada. I 1966 stiftede han med bl.a. Jean Papineau-Couture foreningen société de musique contemporaine du Québec.
Han komponerede i en moderne stil. har lavet bl.a. orkesterværker.

## Udvalgte værker
- Concerts sur terre  (Koncerter på land)
- Caprices (Overraskelser)
- Nucléogame
- Trois Piéces (Tre stykker) - for strygekvartet
- Musique pour la mort d´un poéte (Musik til en digters død)
- Ouranos (Himmel)